# Окинчиц, Евдоким Гаврилович
Евдоким Гаврилович Окинчиц (30 июля 1911, село Фащевка — 18 декабря 1989, Полтава, Украинская ССР) — директор Полтавского электромеханического завода Министерства электронной промышленности СССР, Украинская ССР. Герой Социалистического Труда (1971).

## Биография
Родился 30 июля 1911 года в крестьянской семье в селе Фащевка.
Получил неполное высшее образование. Обучался на вечернем факультете Ленинградского электромеханического института (отраслевого вуза Ленинградского политехнического института), который был вынужден оставить из-за болезни на третьем курсе. Потом работал на различных предприятиях Ленинграда. С 1934 по 1940 год — мастер, начальник электроцеха, заместитель главного энергетика на строительстве Челябинского электролитного цинкового завода. С 1940 по 1944 год — на различных партийных должностях в Челябинском обкоме ВКП(б) и Челябинского электролитного цинкового завода.
В 1944 году после освобождения Полтавской области направлен по партийной путёвке в Полтаву, где работал в партийных органах. Участвовал в работе комитета по восстановлению разрушенных городских производственных предприятий. В 1949 году назначен заместителем директора Полтавского электроремонтного завода и в мае 1953 года — директором этого же предприятия (с 1965 года — Полтавский электромеханический завод, п/я Х-5067). Находился на этой должности в течение двадцати лет до выхода на пенсию. В 1971 году удостоен звания Героя Социалистического Труда «за выдающиеся заслуги при выполнении плана 8-й пятилетки, создание новой техники и вклад в развитие отрасли».
В 1973 году вышел на пенсию. Проживал в Полтаве, где скончался в 1989 году. Похоронен на Аллее героев полтавского Центрального кладбища.

## Награды
- Герой Социалистического Труда — указом Президиума Верховного Совета СССР от 26 апреля 1971 года
- Орден Ленина
- Орден Трудового Красного Знамени (29.06.1966)
- Орден «Знак Почёта» (26.06.1959)
- Медаль «За трудовую доблесть» (17.06.1961)